# Pajówka
Pajówka – wieś na Ukrainie w rejonie czortkowskim należącym do obwodu tarnopolskiego.
W okresie II Rzeczypospolitej wieś w powiecie skałackim województwa tarnopolskiego. Właścicielem miejscowych dóbr był Władysław Piniński.  
W 1939 r. wieś liczyła ok. 650 mieszkańców, z których 6% stanowili Polacy. W grudniu 1944 nacjonaliści ukraińscy z OUN - UPA zamordowali tutaj 21 Polaków, rabując i paląc polskie zagrody.
Do 2020 w rejonie husiatyńskim. 